# Artés de Arcos

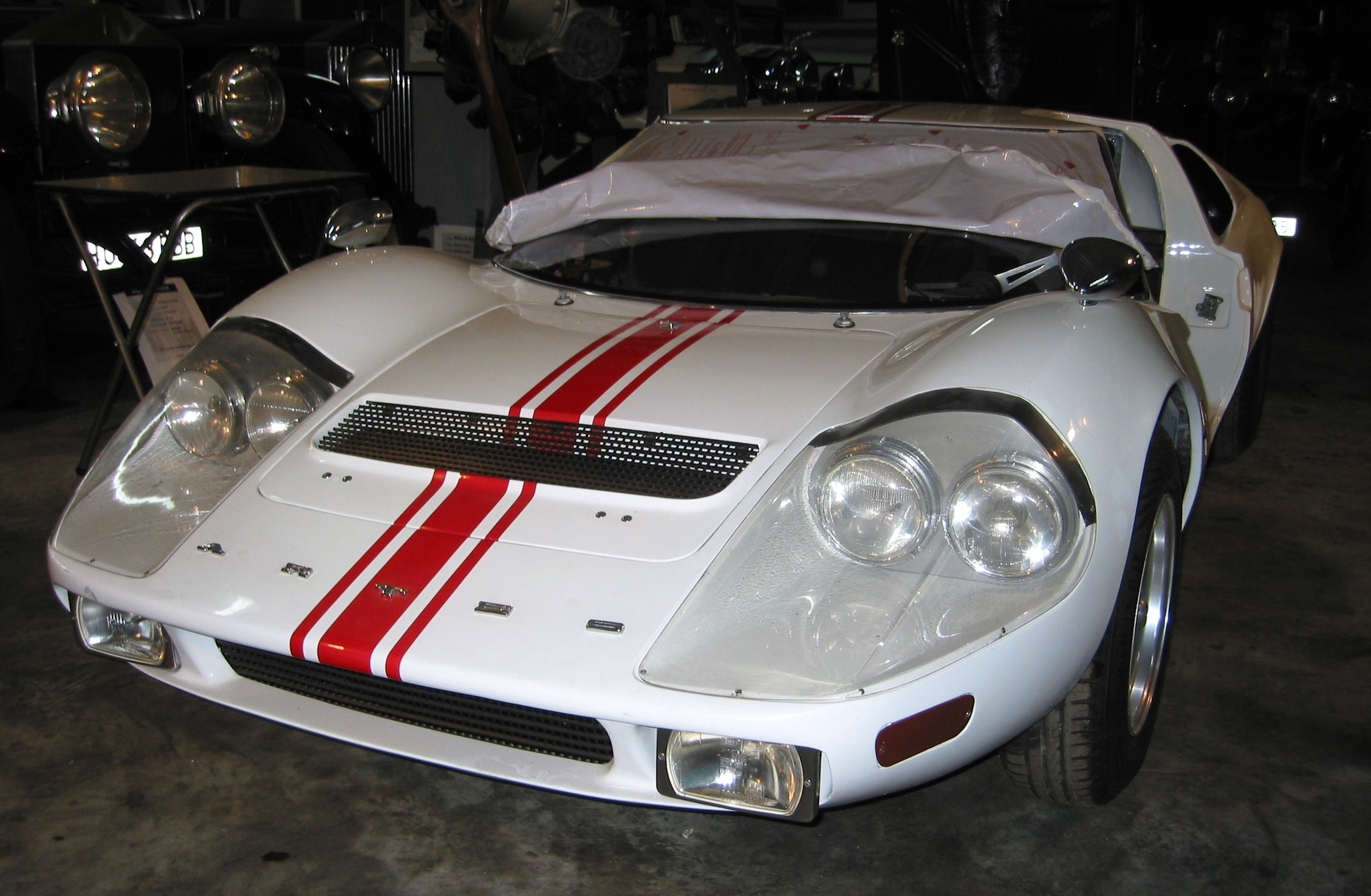
Artés Campeador von 1967

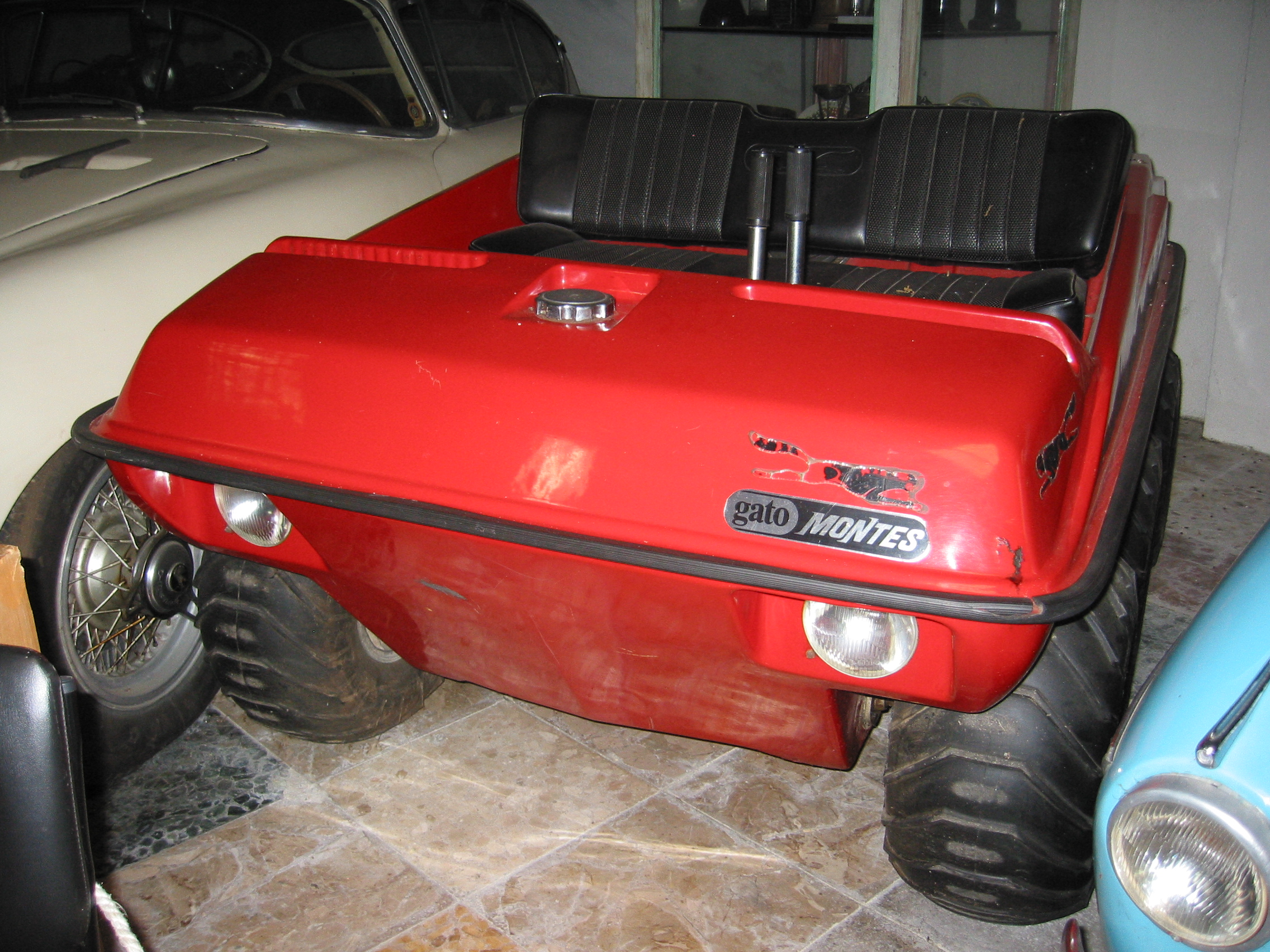
Artés Gato Montés von 1971

Artés de Arcos S.A. war ein spanischer Hersteller von Automobilen, das vom Unternehmer Jóse Artes de Arcos (1893–1985) gegründet wurde.

## Unternehmensgeschichte
Das Unternehmen José Artés de Arcos SA aus Barcelona begann 1966 mit der Produktion von Automobilen. In den 1970er Jahren endete die Produktion.

## Fahrzeuge

### Guepardo
Die Guepardo waren Monoposto-Rennwagen der Formel 4. Die offizielle Präsentation der Fahrzeuge mit Fiatmotoren mit 850 cm³ Hubraum erfolgte auf der Barcelona Motor Show 1966. Eine Version des Guepardo als Formel 3 blieb jedoch ohne Erfolg.

### Campeador
Der Campeador wurde 1967 auf dem Salón del Automóvil in Barcelona vorgestellt. Er war ein Sportwagen mit Heckmotor und Fiberglaskarosserie und ähnelte dem Ford GT40. Der Vierzylindermotor mit 1255 cm³ Hubraum leistete 103 PS und stammte vom Renault 8 Gordini. Für die geplante Serienfertigung sollte ein Motor von Seat mit 1500 cm³ Hubraum und 140 PS verwendet werden. Doch dazu kam es nicht. Das Fahrzeug blieb ein Einzelstück. Es ist erhalten geblieben und in der Col·lecció Ramón Magriñá i Berga in Masllorenç zu besichtigen.

### Gato Montés
Dies ist ein Sechsrad-Amphibienfahrzeug. Es wurde 1971 auf dem Salón del Automóvil in Barcelona vorgestellt und anschließend  in kleiner Serie hergestellt. Für den Antrieb sorgte wahlweise ein Motor von Bultaco mit 250 cm³ Hubraum oder der Zweizylinder-Boxermotor aus dem Citroën 2CV mit 602 cm³ Hubraum. Ein Fahrzeug ist im Automuseum Collecció d’Automòbils de Salvador Claret in Sils zu besichtigen.